# Vestamager Idrætsanlæg
Vestamager Idrætsanlæg er et idrætsområde beliggende på Vestamager i Tårnby Kommune.
Anlægget har adresse på Ugandavej og huser faciliteter såsom fodboldbaner (græs og kunstgræs), en badmintonhal, udendørs tennisbaner, en indendørs tennishal, en bordtennishal samt flere petanque baner.
Anlæggets fodboldbaner er kendt i folkemunde som "Uganda Ground" og blev tidligere benyttet af fodboldklubben AB70. Efter at AB70 og Tårnby Boldklub fusionerede og blev til AB Tårnby er klubbens førsteholdskampe nu rykket til Tårnby Stadion. Vestamager Idrætsanlæg bliver nu brugt af ungdomsafdelingerne i AB Tårnby, samt af Tårnby FF hvis førstehold spiller på anlæggets stadionbane .

## Brugere af anlægget
Følgende idrætsklubber bruger anlægget:
- Tårnby FF
- AB Tårnby
- Amager Petanque 96
- Nøragersminde Badminton Klub
- Tennisklubben NTK-Amager
- Skelgårdens Bordtennisklub